# Nevil Macready
Pour les articles homonymes, voir Macready.
Sir Cecil Frederick Nevil Macready, 1er baronnet, né le 7 mai 1862 à Cheltenham dans le Gloucestershire et mort le 9 janvier 1946 à Knightsbridge dans la Cité de Westminster, est un général britannique qui sert comme officier d'état-major dans l'Armée britannique lors de la Première Guerre mondiale. Il est le dernier commandant de l'armée britannique en Irlande et a également servi pendant deux ans comme commissaire de la police de Londres.

## Biographie

### Premières années
Macready est le fils de l'acteur William Charles Macready. Il nait à Cheltenham et grandit dans les cercles artistiques fréquentés par ses parents (sa mère, Cécile, était la petite-fille du peintre, Sir William Beechey). Il fait ses études au Marlborough College pendant deux ans, avant de tomber malade, puis au Cheltenham College.

Il affirmera plus tard qu'il était trop paresseux pour poursuivre une carrière artistique ; bien qu'ayant exprimé un intérêt pour une telle carrière, son père, qui déteste sa propre profession, le lui interdira (il continuera cependant à s'impliquer toute sa vie dans le théâtre amateur).

C'est pourquoi il rejoint l'armée en passant par le collège militaire royal de Sandhurst, et est incorporé dans les Gordon Highlanders en octobre 1881.

### Carrière régimentaire
Il rejoint le 1er bataillon à Malte. En 1882, Il part avec son bataillon pour l'Égypte et participe à la bataille de Tel-el-Kebir. Il reste en Égypte, en 1884 il est nommé adjudant de garnison et puis lieutenant à l'état major de la police militaire d'Alexandrie. En 1886, il épouse une Irlandaise Sophia Geraldine Atkin (qui meurt en 1931) avec qui il a deux filles et un fils. Macready rest à Alexandrie jusqu'au début de 1889, puis retourne en Angleterre pour rejoindre son régiment. Il sert ensuite à Ceylan et en Inde. Il est promu capitaine en 1891. En 1892, il est transféré à Dublin puis devient adjudant du 2e bataillon de volontaires du régiment d'Aberdeenshire en 1894. En 1899, il est promu major et retourne en Inde pour rejoindre le 2e bataillon, qui part ensuite en Afrique du Sud en septembre.

### Guerre des Boers et Afrique du Sud
Macready participe à la seconde guerre des Boers, il sert dans la garnison assiégée de Ladysmith d'octobre 1899 à février 1900. Il est cité à l'ordre deux fois et promu lieutenant-colonel breveté en 1900. En juin 1901, il dirige une commission d'enquête sur les raids de bétails dans le Zoulouland. Il reste en Afrique du Sud et occupe de nombreux postes : il est grand prévôt adjoint à Port Elizabeth en 1901, adjoint adjudant-général du district ouest de Johannesbourg de décembre 1901 à 1902. Il est adjudant général adjoint puis officier d'état major de la colonie du Cap entre 1902 et 1905. Il est adjoint au quartier-général de la colonie du Cap de 1905 à 1906. Il est promu colonel en novembre 1903 et nommé compagnon de l'ordre du Bain (CB) en 1906. Il retourne en Angleterre en octobre 1906.

### War Office
En 1907, Macready est nommé adjudant-général adjoint à la Direction du personnel au War Office à Londres, il contribue à la formation des forces territoriales. Il commande la 2e brigade d'infanterie à Aldershot à partir de mai 1909. Il est promu brigadier général, en juin 1910 il retourne au War Office comme directeur des services aux particuliers. Il est responsable de l'aide militaire au pouvoir civil, il joue un rôle important de tempérance lors de révoltes sociales. Il déploie des troupes en Irlande, en prévision de troubles futurs. Fait rare pour un officier de l'armée de l'époque, il est considéré comme libéral, il défend le droit de grève et soutient le Home Rule irlandais. Il méprise la politique, le socialisme, le communisme, le pacifisme et le capitalisme (à moins que les employeurs traitent correctement leurs employés).

Il devient major-général en octobre 1910. En novembre, il prend le commandement direct des troupes déployées dans la vallée de Rhondda en Galles du Sud pour faire face à une grève possible des mineurs. Il insiste pour que ses troupes restent subordonnées à la police et au département de l'Intérieur et non aux magistrats locaux paniqués. Cette position a probablement contribué à éviter des troubles graves en 1910 et à nouveau en 1912. Il devient compagnon de l'ordre du Bain à titre civil en 1911. Il est anobli comme chevalier commandant de l'ordre du Bain (KCB). Après l'incident de Curragh de mars 1914 en Irlande, Macready est nommé officier général commandant du district de Belfast et en cas de guerre civile gouverneur militaire désigné de Belfast. Le déclenchement de la Première Guerre mondiale en août 1914 évite l'éclatement de la guerre civile.

### Première Guerre mondiale
Au déclenchement de la guerre, Macready est envoyé en France comme adjudant-général du Corps expéditionnaire britannique (BEF). En 1915, il est nommé Chevalier commandeur de Saint-Michel et Saint-Georges (KCMG). En février 1916, il est rappelé à Londres comme adjudant-général des Forces militaires, l'un des postes les plus élevés dans l'armée britannique. Il est promu lieutenant-général en juin 1916 à titre définitif. Macready est un partisan enthousiaste de l'emploi de main-d'œuvre féminine pour permettre aux hommes  d'aller au front. Il fait également supprimer le port obligatoire de la moustache par les soldats britanniques, il en profite immédiatement pour raser la sienne qu'il détestait.
Lors des phases finales de la bataille de Passchendaele, Macready avertit le 4 octobre 1917 que le BEF devrait être placé en mode défensif si les pertes atteignent 50 000 victimes supplémentaires à la fin de l'année 1917, en réalité ce total est largement dépassé. Le BEF subit alors une augmentation alarmante de l'ivrognerie, des désertions et des troubles psychologiques. Des rapports indiquent que les soldats revenant du front se plaignent du gaspillage des vies à Passchendaele.
En 1918, Macready est promu général complet et élevé comme Chevalier Grand-Croix de Saint Michel et Saint Georges (GCMG). Il est cité à l'ordre de quatre fois durant la guerre. Il est fait grand officier de la Légion d'honneur en 1915, il est également membre de l'Ordre de la Couronne de Belgique, de l'Ordre de la Couronne d'Italie, et de l'Ordre du Trésor sacré du Japon.

### Commissaire de police
En août 1918, un peu à contrecœur Macready prend le poste de commissaire de police de la métropole, chef de la police métropolitaine de Londres. Le Premier ministre Asquith avait l'intention de le nommer à ce poste avant que la guerre éclate en 1914. En 1918, le moral de la police londonienne est bas, de nombreux hommes sont en grève pour des questions salariales et pour une reconnaissance syndicale.
Macready se met au travail, il accorde une augmentation salariale et promet la mise en place de mécanismes de négociation collective. Il est populaire parmi les agents et les sergents grâce à ses visites régulières sur le terrain. Il abolit le système de punitions basé sur la déduction d'amendes sur la rémunération des hommes. Il supprime la cotisation d'un shilling par jour déduite du salaire des hommes en congé de maladie. Il a une aversion intense des syndicats, il ne prend pas au sérieux le syndicat éphémère de l'Union national de la police et du personnel pénitentiaire qui entraînera la grève de 1919. Au cours de cette grève, un faible pourcentage des hommes se mettent en grève sont tous licenciés.

### Irlande
En avril 1920, Macready est envoyé pour commander les troupes en Irlande comme directeur général commandant en chef (GOC-dans-C) aux côtés de Hamar Greenwood, secrétaire en chef d'Irlande. Les forces britanniques opèrent dans un rôle de contre-insurrection contre l'Armée républicaine irlandaise dans la guerre d'indépendance irlandaise. Il a déjà des aprioris racistes de l'Irlande, il écrit à Ian Macpherson lorsque ce dernier devient que Secrétaire général de l'Irlande en janvier 1919 : « je ne peux pas dire que je vous envie, car je déteste l'pays où vous allez et ses habitants avec une profondeur plus profonde que la mer et plus violente que ce que je ressens contre le Boche ». Il prétend plus tard dans ses mémoires que seule sa fidélité à son « vieux chef » French lui a fait accepter ce poste. Il demande une pension plus élevée que son prédécesseur et une augmentation des frais de représentation passant de 500 £ à 1 400 £. Il reçoit aussi une allocation de perturbation de 5 000 £. Il est impressionné par le chaos administratif à Dublin et à la « stupidité crasse qui est si souvent trouvée chez les policiers qui n'ont pas été sélectionnés avec soin ».
Macready est un commandant dynamique, grâce à ces actions il augmente le moral et améliore la sécurisation des troupes supplémentaires et l'équipement. Il refuse de prendre aussi le commandement de la Police royale irlandaise, ce qui a réduit la coordination entre la police et l'armée. Le major-général Hugh Tudor, un artilleur distingué, est nommé conseiller de la police en mai 1920, puis chef de la police en novembre 1920.
Un mois après sa prise de fonctions officielles, Macready revient à Londres pour réclamer huit bataillons d'infanterie supplémentaires et 234 véhicules. Sir Henry Wilson prend connaissance de la demande la veille de la réunion du Cabinet. Le cabinet convient le 11 mai 1920 de fournir les véhicules et le personnel supplémentaire technique demandé, mais sur les conseils de Wilson les bataillons supplémentaires ne sont « en préparation ».
Avec le déploiement de deux divisions supplémentaires en Irak, et la menace de la grève du charbon en septembre 1920, Macready avertit que le retrait prévu de dix bataillons rendra impossible le maintien de la paix en Irlande à moins que l'armée ait les mains libres pour mener des opérations purement militaires ce dont les politiciens ne veulent pas. Le gouvernement poursuit le recrutement d'auxiliaires, dont le nombre culmine à 1500 en juillet 1921. Il préside un comité militaire de contrôle qui s'oppose au recrutement des Black and Tans et d'auxiliaires.
Macready est dans un premier temps impressionné par Tudor et considère qu'il pourra se débarrasser des membres haut placés incompétents dans la police. Mais Macready et Wilson deviennent de plus en plus préoccupé par Tudor, ce dernier avec la complicité de Lloyd George qui fait des allusions à ce sujet, met en place une politique officieuse de meurtres ciblés d'hommes de l'IRA en représailles de la mort de forces pro-Couronne. Macready informe également Wilson que l'armée organise également des accidents aux personnes suspectées d'être membre de l'IRA.

Macready soutient la mise en place de la loi martiale pour maintenir la discipline dans l'armée et la police. Il considère que les actes de résailles des Black and Tans n'ont pas permis de stopper les meurtres. Après la mort de seize Black and Tans dans une embuscade à Macroom dans le comté de Cork, la loi martiale est déclarée le 10 décembre 1920 dans quatre Comtés : de Cork, de Munster Tipperary, de Kerry et de Limerick. Le 23 décembre 1920, le Home Rule irlandais devient une loi. Macready assiste à une conférence spéciale le 29 décembre 1920 avec Wilson, Tudor et Sir John Anderson, chef de la fonction publique à Dublin. Cette réunion précise qu'aucune trêve ne sera possible pour les élections prévues du Parlement de Dublin et qu'au moins quatre mois de loi martiale seront nécessaires pour le rétablissement de l'ordre. La date des élections est fixée au mois de mai 1921. Conformément aux souhaits Wilson et Macready, la loi martiale est étendue sur le reste de Munster (comtés de Waterford et Clare) et une partie du Leinster (comtés de Kilkenny et Wexford).
En 1921, Macready n'a plus confiance en Tudor et pense que le CIR est devenu peu fiable. La guerre d'indépendance irlandaise atteint son apogée dans la première moitié de 1921, le nombre de décès des forces pro-Couronne est le double de ceux enregistré lors de la seconde moitié de 1920.
En avril 1921, le cabinet retire à Macready 4 des 51 bataillons à sa disposition pour répondre à une grève possible de la Triple Alliance. 17 bataillons supplémentaires sont envoyés entre juin et juillet, portant les forces britanniques à 60 000 hommes. Finalement les politiciens ouvrent des négociations secrètes avec James Craig et Éamon de Valera. Macready joue un rôle dans la négociation de la trêve en juillet 1921. Après le traité anglo-irlandais et la création de l'État libre d'Irlande en 1922, il retire les troupes sans incidents majeurs. Il prend sa retraite en 1923 et est nommé baronnet.

### Fin de vie
En 1924, Macready publie ses mémoires en deux volumes, Annales d'une vie active. Il détruit ses propres agendas et ses documents privés après avoir terminé ses mémoires. 400 lettres entre Wilson et Macready sont sauvegardées seulement dix d'entre eux sont antérieures à sa nomination irlandaise.
Il retourne brièvement au service de police lors de la grève générale de 1926, il sert alors comme officier d'état major du commandant en chef de la police du Metropolitan Special Constabulary.
Il meurt à son domicile de Knightsbridge le 9 janvier 1946 à l'âge de 83 ans. Son fils, le lieutenant-général Sir Gordon Macready (en) (1891-1956), est aussi un soldat réputé, il hérite du titre de baronnet à la mort de son père.